# Alpine (Utah)
Alpine – miasto w Stanach Zjednoczonych, w stanie Utah, w hrabstwie Utah.